# Langbroekerwetering

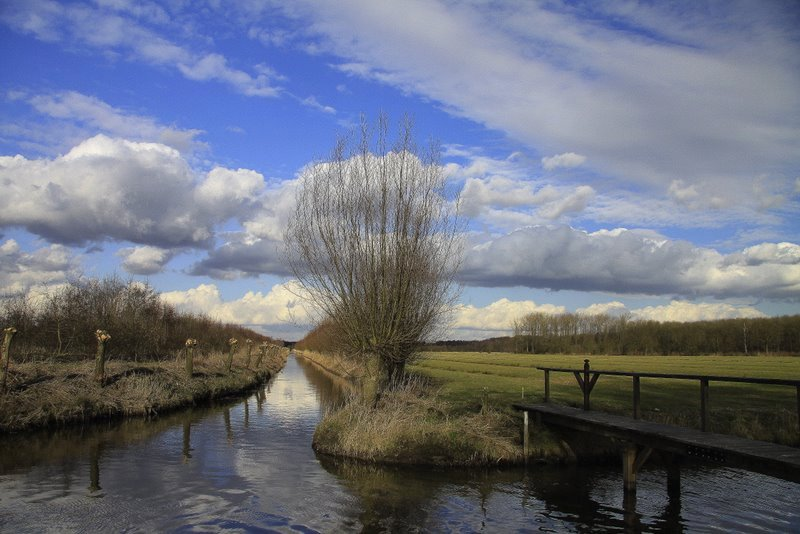
Coulisselandschap langs de Langbroekerwetering, gelegen tussen Odijk en Wijk bij Duurstede.

De Langbroekerwetering is een 12e-eeuws ontwateringskanaal gegraven ten behoeve van de ontginning van Langbroek.

## Ontstaan
Door de enorme bevolkingstoename tussen de 11e en 13e eeuw werden er op grote schaal ontginningsprojecten gestart. Ook de machthebbers van het Sticht Utrecht zagen hiervan de noodzaak en voordelen. Een van de te cultiveren gebieden was (het) Langbroek. De betekenis van het toponiem broek is 'moerassig land'. Langbroek was een moerassig gebied op de aangeslibde rivierklei van de Rijn onderaan de Utrechtse Heuvelrug.
Om dit gebied te ontginnen waren er twee problemen. Het moeras had geen afwatering en het bekken werd door de jaarlijkse overstroming van de Rijn steeds weer gevuld. De Kromme Rijn werd in 1122 afgesloten. Dit had wel consequenties voor het handelsverkeer. Daarom werd er een vaart gegraven vanuit Utrecht naar de Lek: de Vaartsche Rijn.
Door deze omleiding van waterstromen kon er begonnen worden met de drainage van Langbroek teneinde de gronden te kunnen ontginnen. Hiervoor werd er een wetering gegraven tussen Wijk bij Duurstede en Driebergen-Rijsenburg: de Langbroekerwetering.

## Ontginning van de gronden
De landsheer, de bisschop van Utrecht, had na 1122 de percelen (copes) verkocht.
De afnemers van deze gronden (copers) werden in de overeenkomst wel verplicht tot het betalen van tienden. Tevens behield de bisschop de jurisdictie binnen dit gebied. Hij meende dit te kunnen doen op grond van zijn algemene aanspraak op onontgonnen gebied.
Het Utrechtse Domkapittel deelde de mening van de bisschop niet. Reden was dat er al oudere rechten lagen op omliggende domeinen met Doorn als spil waar de proosdij al in de 9e eeuw het recht van vruchtgebruik had verkregen. Als het land ontgonnen was, moesten de gebieden dus onder het Domkapittel vallen.
In 1126 geeft bisschop Godebold zijn ongelijk toe en vervallen de contracten aan het Domkapittel.
Waarschijnlijk was de ontginning al begonnen kort na het afsluiten van de Kromme Rijn.
De domproost neemt de leiding van de ontginning na 1126 over. In een aantal fasen is de rest van de ontginning uitgevoerd.
Voor de eerste fase werd de Langbroekerwetering gegraven die het land in tweeën deelt. Dwars daarop groef men de kavelsloten. Parallel aan de Cotherweg werden aan weerszijden van de Langbroekerwetering kavels uitgezet. Met de wetering als middenas werden hierop percelen uitgezet die breed genoeg waren voor een boerderij.
Het nieuwe gebied was in trek. Langs de wetering werden diverse adellijke huizen en woontorens gebouwd. Het bouwen van versterkingen werd gestimuleerd door de bestuurders van het Sticht. Mogelijk vond men dat er met het dempen van het moeras aan de oostzijde van hun gebied een natuurlijke verdedigingswal was weggevallen.
Mensen met de middelen mochten een versterking (woontoren) bouwen en tot ridder geslagen worden.
In de literatuur vinden we onder andere
- Zuilenburg (ca. 1260)
- Dompselaer (ca. 1400) (gesloopt)
- Jagenstein (ca. 1300?) (gesloopt)
- Ten Massche (ca. 1300?) (gesloopt)
- Groenestein (ca. 1400) (gesloopt op poortgebouw na)
- De Roetert (ca ?) (gesloopt)
- Walenburg (ca. 1250)
- Sandenburg (ca. 1390)
- Lunenburg (ca. 1280)
- Noordwijk (ca. 1300?) (gesloopt)
- Rhodesteijn (ca. 1600?) (gesloopt)
- Hinderstein (ca. 1315)
- Hardenbroek (ca. 1260)
- Weerdestein (ca. 1300)
- Sterkenburg (ca. 1196)
- Rijsenburg (ca. 1255-1260) (gesloopt)

## De huidige situatie
Binnen het gebied van de Langbroekerwetering is landbouw sterk verweven met natuur. Er liggen negentien landgoederen van cultuurhistorische waarde. Deze kenmerken maken van het gebied een toeristische trekpleister, in trek bij wandelaars, fietsers en gemotoriseerd vervoer. De oude verkaveling is nog op diverse plaatsen goed te herkennen. Een punt van zorg van de hedendaagse bestuurders is dat moderne agrarische belangen van het gebied niet altijd stroken met het unieke karakter. Hoewel het gebied een groot deel van zijn huidige karakter dankt aan eeuwen agrarische cultuur, strookt de bouw van moderne silo's en loodsen volgens menigeen niet met de historische uitstraling.